# La cuțite
La cuțite (în engleză: Knives Out) este un film de mister american din 2019 scris și regizat de Rian Johnson și produs de acesta și Ram Bergman⁠(d). Urmărește un maestru detectiv, Benoit Blanc, care investighează moartea patriarhului unei familii bogate și disfuncționale. În rolurile principale au interpretat vedetele Daniel Craig, Chris Evans, Ana de Armas, Jamie Lee Curtis, Michael Shannon, Don Johnson, Toni Collette, Lakeith Stanfield, Katherine Langford⁠(d), Jaeden Martell⁠(d) și Christopher Plummer.
Johnson a conceput La cuțite în 2005 și a decis să realizeze filmul după ce a terminat Looper: Asasin în viitor în 2012. Cu toate acestea, datorită implicării sale în Războiul stelelor: Ultimii Jedi, a scris scenariul în 2017. La cuțite a fost anunțat în 2018 și a fost vândut distribuitorilor în timpul Festivalului Internațional de Film de la Toronto din 2018. Filmările au fost finalizate în trei luni, din octombrie până în decembrie 2018.
La cuțite a avut premiera mondială la Festivalul Internațional de Film de la Toronto din 2019 la 7 septembrie 2019 și a fost lansat în cinematografele din Statele Unite la 27 noiembrie de Lionsgate Films. A avut aprecieri universale din partea criticilor, în special pentru scenariu, regie și actorie și a încasat 311,4 milioane de dolari americani în întreaga lume la un buget de 40 de milioane. La cea de-a 77-a ediție a premiilor Globurile de Aur, a avut trei nominalizări la categoria Muzical sau Comedie, de asemena a fost nominalizat pentru cel mai bun scenariu original la cea de-a 73-a ediție a premiilor Academiei Britanice de Film și la cea de-a 92-a ediție a Premiilor Academiei. A fost selectat de Institutul American de Film și de National Board of Review drept unul dintre cele mai bune zece filme din 2019.
În martie 2021, Netflix a plătit 469 de milioane de dolari americani pentru drepturile de autor ale două continuări scrise și regizate de Johnson, cu Craig reluând rolul său. Prima continuare, La cuțite: Misterul din Grecia, a fost lansată pe Netflix la 23 decembrie 2022.